# Thomas Ian Nicholas
Thomas Ian Nicholas (Las Vegas, 10 luglio 1980) è un attore e cantante statunitense, noto soprattutto per aver interpretato il ruolo di Kevin Myers, nella serie cinematografica American Pie.

## Biografia

### Carriera cinematografica
Ha iniziato a recitare a 6 anni di età in produzioni cinematografiche quali La recluta dell'anno, Un ragazzo alla corte di Re Artù, Il fantastico mondo di Aladino, ma è soprattutto attraverso la partecipazione ai primi tre film della serie American Pie che ha ottenuto la notorietà. All'età di 14 anni ha iniziato a suonare la chitarra e nel 2008 ha inciso il suo primo album da cantautore: Without Warning.

### Vita privata
Nel 2007 si è sposato con la dj Colette Marino, con cui ha avuto due figli, Nolan River nato nel 2011 e Zoë Dylan nata nel 2016.

## Filmografia

### Attore

#### Cinema
- Il grande volo (Radio Flyer), regia di Richard Donner (1992)
- La recluta dell'anno (Rookie of the Year), regia di Daniel Stern (1993)
- Un ragazzo alla corte di re Artù (A Kid in King Arthur's Court), regia di Michael Gottlieb (1995)
- Judge and Jury, regia di John Eyres (1996)
- Il fantastico mondo di Aladino (A Kid in Aladdin's Palace), regia di Robert L. Levy (1998)
- American Pie, regia di Paul Weitz e Chris Weitz (1999)
- American Pie 2, regia di James B. Rogers (2001)
- Halloween - La resurrezione (Halloween: Resurrection), regia di Rick Rosenthal (2002)
- Le regole dell'attrazione (The Rules of Attraction), regia di Roger Avary (2002)
- Ho rapito Sinatra (Stealing Sinatra), regia di Ron Underwood (2003)
- American Pie - Il matrimonio (American Wedding), regia di Jesse Dylan (2003)
- L.A. D.J., regia di Thomas Ian Nicholas (2004)
- Guy in Row Five, regia di Jonathon E. Stewart e Phil Thurman (2005)
- Cattle Call, regia di Martin Guigui (2006)
- Cut Off, regia di Gino Cabanas e Dick Fisher (2006)
- Fading of the Cries, regia di Steven Maguire (2008)
- Sherman's Way, regia di Craig M. Saavedra (2008)
- The Hitman, regia di J.D. Wilcox (2008)
- Life Is Hot in Cracktown, regia di Buddy Giovinazzo (2009)
- The Bridge to Nowhere, regia di Blair Underwood (2009)
- Let the Game Begin, regia di Amit Gupta (2010)
- Please Give, regia di Nicole Holofcener (2010)
- The Chicago 8, regia di Pinchas Perry (2011)
- InSight, regia di Richard Gabai (2011)
- American Pie: Ancora insieme (American Reunion), regia di Jon Hurwitz e Hayden Schlossberg (2012)
- Delivering the Goods, regia di Matthew Bonifacio (2012)
- 10 Cent Pistol, regia di Michael C. Martin (2014)
- Walt prima di Topolino (Walt Before Mickey), regia di Khoa Le (2015)
- The Lost Tree, regia di Brian A. Metcalf (2016)
- Zeroville, regia di James Franco (2019)
- Adverse, regia di Brian A. Metcalf (2020)

#### Televisione
- Casalingo Superpiù (Who's the Boss?) - serie TV, episodio 5x04 (1988)
- Baywatch - serie TV, episodio 1x02 (1989)
- Sposati... con figli (Married... with Children) - serie TV, episodi 4x11-4x12 (1989)
- Harry e gli Henderson (Harry and the Hendersons) - serie TV, episodio 1x11 (1991)
- Sisters - serie TV, episodio 2x08 (1991)
- Julie - serie TV, episodio 1x01 (1992)
- Paura oltre la porta - film TV (1992)
- Vittima d'amore - film TV (1992)
- La signora del West (Dr. Quinn, Medicine Woman) - serie TV, episodi 2x09-3x15 (1993-1995)
- The Tony Danza Show - serie TV, 1x03 (1997)
- Tesoro, mi si sono ristretti i ragazzi (Honey, I Shrunk the Kids: The TV Show) - serie TV, episodio 1x16 (1998)
- Chicken Soup for the Soul - serie TV (1999)
- Twice in a Lifetime - serie TV, episodio 1x22 (2000)
- Cinque in famiglia (Party of Five) - serie TV, 8 episodi (2000)
- Cutaway - film TV (2000)
- Romantic Comedy 101 - film TV (2002)
- Untitled Nicole Sullivan Project - film TV (2003)
- Medium - serie TV, episodio 1x07 (2005)
- Grey's Anatomy – serie TV, episodio 2x04 (2005)
- CollegeHumor Originals - serie TV, episodio 1x358 (2012)
- Red Band Society - serie TV, 6 episodi (2014-2015)
- Trailer Park Shark - film TV (2017)

#### Cortometraggi
- Halloween: Resurrection - WebCam Special, regia di Rick Rosenthal (2002)

### Doppiatore
- Gormiti, che miti (Gormiti) - serie TV, 26 episodi (2013-2014)
- Bilal: A New Breed of Hero, regia di Khurram H. Alavi e Ayman Jamal (2015)
- Remember the Sultana, regia di  Mark Marshall e Mike Marshall - documentario (2015)
- Bianca & Grey e la pozione magica (Volki i ovtsy. Beeezumnoe prevrashchenie), regia di Andrey Galat e Maxim Volkov (2016)

### Regista
- L.A. D.J. (2004)

## Doppiatori italiani
- Fabrizio Manfredi in American Pie, American Pie 2, American Pie: Il matrimonio, American Pie: Ancora insieme, Le regole dell'attrazione
- Francesco De Francesco in Adverse
- Marco Vivio in Un ragazzo alla corte di Re Artù
- Emiliano Coltorti in Cinque in famiglia
- Massimiliano Alto in Halloween - La resurrezione
- Stefano Crescentini in Ho rapito Sinatra
- Andrea Mete in Grey's Anatomy
- Francesco Venditti in Red Band Society

## Discografia

### Album
- 2008 - Without Warning
- 2010 - Heroes Are Human
- 2012 - Tnb (EP)
- 2014 - Security
- 2017 - Frat Party